# Nagi patrol
Nagi patrol (tytuł oryg. Son of the Beach) − serial komediowy produkcji amerykańskiej, nadawany oryginalnie w latach 2000−2002. Od 3 lipca 2010 roku emitowany był w Comedy Central.
Prym w serialu wiedzie bohater Notch Johnson (Timothy Stack), który jest parodią Davida Hasselhoffa ze Słonecznego patrolu, stojący na czele grupy Shore Patrol Force 30 (SPF 30, gra słów od terminu Sun Protection Factor). Większość komedii opiera się na seksualnych dwuznacznikach, grach słów, insynuacjach i tym podobnych.
Powstały 3 serie tego serialu, łącznie 42 odcinki.

## Obsada

### Obsada główna
- Timothy Stack jako Notchibald "Notch" Johnson – najlepszy na świecie ratownik i lider grupy SPF 30 Peryferiów Malibu, najlepszy we wszystkim, czego spróbuje. Mimo że jest łysiejącym, brzuchatym mężczyzną bez formy w średnim wieku, jest postrzegany przez wszystkie postacie jako bardzo sprawny, zaradny i atrakcyjny. Jest czymś w rodzaju legendy Peryferiów Malibu, a jego imieniem nazwano kilka miejsc, takich jak „Dom dla Sierot i Niedorozwojów Notcha Johnsona” czy „Centrum Kosmiczne Notcha Johnsona”.
- Jaime Bergman jako B.J. Cummings − urocza, niewinna, młoda kobieta, dorastająca w biedzie na wiejskim południu. Naiwna w kwestii seksu, ale jednocześnie nieskończenie wesoła i miła.
- Leila Arcieri jako Jamaica St. Croix − twarda ratowniczka ze śródmieścia, ukształtowana w getcie po porzuceniu przez rodziców.
- Kimberly Oja jako Kimberlee Clark − urocza „dziewczyna z sąsiedztwa” przydzielona do SPF 30 jako szpieg mający na celu obalenie Notcha Johnsona, która w końcu jednak się w nim zakochuje i kończy jako lojalna członkini zespołu.
- Roland Kickinger jako Chip Rommel − przystojny, choć nieco głupi, niemiecki kulturysta.
- Lisa Banes jako burmistrz Anita Massengil (2000−2001) − nieprzyjemna burmistrz Peryferiów Malibu ze swym homoseksualnym synem o imieniu Kody, która chce usunąć Notcha Johnsona z SPF 30, ponieważ wszyscy lubią go bardziej niż ją i jest od niej lepszy we wszystkim.
- Amy Weber jako Porcelana Bidet (2002) − nieprzyjemna, atrakcyjna, ciemnowłosa poszukiwaczka złota, dołączona do SPF 30 w sezonie 3.
- Michael Berensen jako porucznik Steve Andrews − buldog.
- Lou Rosenthal jako Wytrzep Kapucyna − szympans, który służy jako swego rodzaju maskotka drużyny.

### Postacie drugoplanowe
- Robert Ryan jako Profesor Milosovic (13 odcinków, 2000–2002) – genialny naukowiec na wózku inwalidzkim, lubiący sprośny humor.
- Jason Hopkins jako Kody Massengil (12 odcinków, 2001–2001) – otwarcie homoseksualny syn burmistrz Massengill, mocno podkochujący się w Chipie Rommlu.
- Lynne Marie Stewart jako Ellen (11 odcinków, 2000–2002) – przyjazna plażowa lesbijka i sprzedawczyni rybnych tacos ze swojego food trucka, która wydaje się być w stanie zamienić każdą heteroseksualną kobietę w swój ostatni romans.
- Candace Kita (4 odcinki, 2001–2002) – azjatycka reporterka wiadomości.
- Vincent Pastore jako Vinnie Fiutaccio (Vinnie Fellachio) (3 odcinki, 2000–2002) – obrzydliwy gangster, będący biologicznym ojcem Jamajki.
- Anthony Wayne Johnson – tancerz w odcinku "In the Line of Booty" (2002).

### Występy gościnne
W serialu wystąpili gościnnie m.in.: Mark Hamill, Alan Thicke, Erik Estrada, Gary Coleman, John Salley, Joey Buttafuoco, Patty Hearst, Adam Carolla, Hank the Angry Drunken Dwarf, George Takei, Walter Koenig, Pat Morita, Anson Williams, Christopher Darden, Maureen McCormick, Lee Majors, Harry Anderson, David Arquette, Johnny Messner, RuPaul oraz Dweezil Zappa.

## Lista odcinków

### Sezon 1 (2000)
| Nr | Tytuł oryginalny              | Tytuł polski                    | Reżyseria        | Scenariusz                                      | Data premiery |
| -- | ----------------------------- | ------------------------------- | ---------------- | ----------------------------------------------- | ------------- |
| 1  | With Sex You Get Eggroll      | Azjatki na szmatki              | George Verschoor | David Morgasen & Timothy Stack & James R. Stein | 14.03.2000    |
| 2  | Silence of the Clams          | Milczenie mięczaków             | Scott McAboy     | David Morgasen & Timothy Stack & James R. Stein | 21.03.2000    |
| 3  | In the G-Hetto                | Getto                           | George Verschoor | David Morgasen & Timothy Stack & James R. Stein | 28.03.2000    |
| 4  | Love, Native-American Style   | Miłość po indiańsku             | George Verschoor | David Morgasen & Timothy Stack & James R. Stein | 04.04.2000    |
| 5  | Two Thongs Don't Make a Right | Dwa rzemienie za odzienie       | Scott McAboy     | David Morgasen & Timothy Stack & James R. Stein | 11.04.2000    |
| 6  | Fanny and the Professor       | Ratowniczki z fabryczki         | Scott McAboy     | David Morgasen & Timothy Stack & James R. Stein | 18.04.2000    |
| 7  | Eat My Muffin                 | Wcinaj moje babeczki            | George Verschoor | David Morgasen & Timothy Stack & James R. Stein | 01.08.2000    |
| 8  | Miso Honei                    | Napa-lony                       | Gloria Muzio     | Paul A. Abeyta & Peter Kaikko                   | 08.08.2000    |
| 9  | South of Her Border           | Na południe od pasa granicznego | Scott McAboy     | David Morgasen & Timothy Stack & James R. Stein | 15.08.2000    |
| 10 | Day of the Jackass            | Dzień Szczerbala                | George Verschoor | Fred Fox Jr. & Jim Geoghan                      | 22.08.2000    |
| 11 | A Star Is Boned               | Przygwożdżona gwiazda           | Scott McAboy     | David Morgasen & Timothy Stack & James R. Stein | 29.08.2000    |
| 12 | Attack of the Cocktopuss      | Atak kośmiornicy                | Scott McAboy     | David Morgasen & Timothy Stack & James R. Stein | 05.09.2000    |
| 13 | Mario Putzo's 'The Last Dong' | Mario Cippio „Ostatni Drąg”     | George Vershoor  | David Morgasen & Timothy Stack & James R. Stein | 12.09.2000    |

### Sezon 2 (2001)
| Nr | Tytuł oryginalny                    | Tytuł polski                      | Reżyseria       | Scenariusz                                                                           | Data premiery |
| -- | ----------------------------------- | --------------------------------- | --------------- | ------------------------------------------------------------------------------------ | ------------- |
| 1  | B.J. Blue Hawaii                    | B.J. na Hawajach                  | Tim Andrew      | Jeremiah Bosgang                                                                     | 13.03.2001    |
| 2  | From Russia, with Johnson           | Pozdrowienia z Moskwy od Johnsona | Scott McAboy    | Joe Port & Joe Wiseman                                                               | 20.03.2001    |
| 3  | Remember Her Titans                 | Wspomnij jej tytany               | Scott McAboy    | David Morgasen & Timothy Stack & James R. Stein                                      | 27.03.2001    |
| 4  | Rod Strikes Back                    | Drągal kontratakuje               | Scott McAboy    | Fabuła: Michael Loprete Role: David Morgasen & Timothy Stack & James R. Stein        | 03.04.2001    |
| 5  | Queefer Madness                     | Chłopięce szaleństwa              | Scott McAboy    | David Morgasen & Timothy Stack & James R. Stein                                      | 10.04.2001    |
| 6  | Light My Firebush                   | Ognisty kędziorek                 | Tim Andrew      | Joe Port & Joe Wiseman                                                               | 17.04.2001    |
| 7  | Chip's a Goy                        | Chip jest gojem                   | Scott McAboy    | David Morgasen & Timothy Stack & James R. Stein                                      | 23.04.2001    |
| 8  | A Tale of Two Johnsons              | Dwa Johnsony                      | John Putch      | Joe Port & Joe Wiseman                                                               | 28.05.2001    |
| 9  | It's a Nude, Nude, Nude, Nude World | Nagi świat                        | Tim Andrew      | David Morgasen & Timothy Stack & James R. Stein                                      | 05.06.2001    |
| 10 | It's Showtime at the Apollo 13!     | Szał Apollo 13                    | Scott McAboy    | Joe Port & Joe Wiseman                                                               | 12.06.2001    |
| 11 | The Island of Dr. Merlot            | Wyspa doktora Merlota             | John Putch      | David Morgasen & Timothy Stack & James R. Stein                                      | 19.06.2001    |
| 12 | The Sexorcist                       | Seksorcysta                       | Gene Laufenberg | Mark Amato                                                                           | 26.06.2001    |
| 13 | Grand Prix                          | Grand Prix                        | Scott McAboy    | Joe Port & Joe Wiseman                                                               | 03.07.2001    |
| 14 | Area 69                             | Obszar 69                         | John Putch      | Fabuła: Joe Port & Joe Wiseman Role: David Morgasen & Timothy Stack & James R. Stein | 10.07.2001    |
| 15 | Booger Nights                       | Noc żywych balonów                | Scott McAboy    | David Morgasen & Timothy Stack & James R. Stein                                      | 17.07.2001    |

### Sezon 3 (2002)
| Nr | Tytuł oryginalny             | Tytuł polski             | Reżyseria                                                                   | Scenariusz                                                                                     | Data premiery |
| -- | ---------------------------- | ------------------------ | --------------------------------------------------------------------------- | ---------------------------------------------------------------------------------------------- | ------------- |
| 1  | Penetration Island           | Wyspa penetracji         | Tim Andrew                                                                  | David Morgasen, Timothy Stack & James R. Stein                                                 | 18.06.2002    |
| 2  | Saturday Night Queefer       | Bączek sobotniej nocy    | Fabuła: David Arquette Role: David Morgasen, Timothy Stack & James R. Stein | David Morgasen, Timothy Stack & James R. Stein                                                 | 25.06.2002    |
| 3  | In the Line of Booty         | Służba nie dupcia        | Scott McAboy                                                                | Kenneth Braun                                                                                  | 02.07.2002    |
| 4  | Three Days of the Condom     | Trzy dni kondoma         | Arthur Borman                                                               | Reid Harrison                                                                                  | 09.07.2002    |
| 5  | Witness for the Prostitution | Świadek prostytucji      | Tim Andrew                                                                  | Mira Handman & Allison Gallant                                                                 | 16.07.2002    |
| 6  | The Gay Team                 | Drużyna Gay              | Scott McAboy                                                                | Sam O'Neal & Neal Boushell                                                                     | 23.07.2002    |
| 7  | You Only Come Once           | Szczytuje się tylko raz  | Jack Murray                                                                 | Joe Port & Joe Wiseman                                                                         | 30.07.2002    |
| 8  | Hamm Stroker's Suck My Blood | Wyssij moją krew         | Tim Andrew                                                                  | David Morgasen, Timothy Stack & James R. Stein                                                 | 06.08.2002    |
| 9  | Godfather Knows Best         | Ojciec chrzestny         | Scott McAboy                                                                | David Dipietro & Paul Ciancarelli                                                              | 13.08.2002    |
| 10 | Empty the Dragon             | Wypróżnienie smoka       | Tim Andrew                                                                  | Mark Amato                                                                                     | 20.08.2002    |
| 11 | The Long Hot Johnson         | Długi Johnson            | Tim Andrew                                                                  | Patrick Stack & Kal Zurnamer                                                                   | 27.08.2002    |
| 12 | Taco Lips Now: Part 1        | Czas Taco-Elipsy         | Jack Murray                                                                 | David Morgasen, Timothy Stack & James R. Stein                                                 | 17.09.2002    |
| 13 | Jailhouse Notch: Part 2      | Więzienny Notch          | Scott McAboy                                                                | David Dipietro & Paul Ciancarelli                                                              | 24.09.2002    |
| 14 | Bad News, Mr. Johnson        | Niedobrze, Panie Johnson | Tim Andrew                                                                  | Fabuła: David Dipietro & Paul Ciancarelli Role: David Morgasen, Timothy Stack & James R. Stein | 01.10.2002    |